# The Acid Queen
«The Acid Queen» es una canción del grupo británico The Who, publicada en el álbum de estudio Tommy (1969). La canción relata los intentos de los padres de Tommy para curarle: le dejan con una gitana, autoproclamada como Acid Queen, que le ofrece drogas alucinógenas. 
La canción es a menudo intercalada con el siguiente tema de la ópera, «Underture», una canción instrumental que trata sobre las alucionaciones de Tommy y su experiencia con el ácido. Ha sido versionada por varios artistas, entre los que figuran Merry Clayton, Patti LaBelle, Bette Midler y Tina Turner.

## Versión de Tina Turner
«The Acid Queen» fue el tercer sencillo publicado por Tina Turner de su álbum Acid Queen, después de «Baby Get It On» y «Whole Lotta Love». El sencillo, publicado a comienzos de 1976, fue incluido en una versión ligeramente diferente en la banda sonora del largometraje Tommy, en el que Turner también interpreta a Acid Queen.
La versión de la banda sonora fue publicada en los álbumes recopilatorios The Collected Recordings - Sixties to Nineties (1994), Tina! (2008) y The Platinum Collection (2009). También aparece en varios recopilatorios de Ike & Tina Turner como Proud Mary: The Best of Ike & Tina Turner (1991).
La canción también fue incluida en la gira aniversario de Turner de 2008, en la que añadió elementos de «Won't Get Fooled Again», y apareció en el DVD Tina Live.
- Datos: Q1828351